# Kanton Chalon-sur-Saône-2
Der Kanton Chalon-sur-Saône-2 ist seit 2015 ein französischer Wahlkreis im Département Saône-et-Loire in der Region Bourgogne-Franche-Comté. Er umfasst ein Teil der Gemeinde Chalon-sur-Saône und hat seinen Hauptort (frz.: bureau centralisateur) in Chalon-sur-Saône. 